# Б'ютт (округ, Каліфорнія)
Шаблон:StateAbbr_ 39°40′ пн. ш. 121°36′ зх. д. / 39.66° пн. ш. 121.6° зх. д.
Округ Б'ютт (англ. Butte County) — округ (графство) у штаті Каліфорнія, США. Ідентифікатор округу 06007.

## Історія
Округ утворений 1850 року.

## Демографія
За даними перепису
2000 року
загальне населення округу становило 203171 осіб, зокрема міського населення було 166481, а сільського — 36690.
Серед мешканців округу чоловіків було 99546, а жінок — 103625. В окрузі було 79566 домогосподарств, 49386 родин, які мешкали в 85523 будинках.
Середній розмір родини становив 3,02.
Віковий розподіл населення поданий у таблиці:
| Стать    | До 15 років | 15-21 | 22-29 | 30-39 | 40-49 | 50-65 | 65-85 | Понад 85 |
| -------- | ----------- | ----- | ----- | ----- | ----- | ----- | ----- | -------- |
| Чоловіки | 20609       | 13050 | 12100 | 11859 | 13792 | 14539 | 12166 | 1431     |
| Жінки    | 19141       | 12900 | 10716 | 12231 | 14612 | 15566 | 15671 | 2788     |

## Суміжні округи
- Плумас — північний схід
- Юба — південний схід
- Саттер — південь
- Колуса — південний захід
- Гленн — захід
- Техама — північний захід

## Виноски
1. ↑  U.S. Decennial Census. United States Census Bureau. Архів оригіналу за 26 квітня 2015. Процитовано 24 вересня 2015.
2. ↑  Historical Census Browser. University of Virginia Library. Архів оригіналу за 11 серпня 2012. Процитовано 24 вересня 2015.
3. ↑  Forstall, Richard L., ред. (27 березня 1995). Population of Counties by Decennial Census: 1900 to 1990. United States Census Bureau. Архів оригіналу за 24 вересня 2015. Процитовано 24 вересня 2015.
4. ↑  Census 2000 PHC-T-4. Ranking Tables for Counties: 1990 and 2000 (PDF). United States Census Bureau. 2 квітня 2001. Архів (PDF) оригіналу за 18 грудня 2014. Процитовано 24 вересня 2015.
5. ↑  State & County QuickFacts. United States Census Bureau. Архів оригіналу за 6 червня 2011. Процитовано 3 квітня 2016. [Архівовано 2011-06-06 у Wayback Machine.](англ.) Наведено за англійською вікіпедією.
6. ↑  American FactFinder. Бюро перепису населення США. Архів оригіналу за 26 лютого 2012. Процитовано 31 січня 2008. [Архівовано 2008-05-21 у Wayback Machine.]

| США | Це незавершена стаття з географії США. Ви можете допомогти проєкту, виправивши або дописавши її. |